# Joaquín Boghossian
Pour les articles homonymes, voir Boghossian.
Joaquín Antonio Boghossián est un footballeur uruguayen, né le 19 juin 1987 à Montevideo. Il évolue au Sud América au poste d'attaquant reconverti entraîneur.

## Palmarès
- Avec le Cerro :
  - Vainqueur de la Liguilla Pre-Libertadores de América en 2009

- Avec le Nacional :
  - Champion d'Uruguay en 2012

- Avec le Cercle Bruges :
  - Finaliste de la Coupe de Belgique en 2013

## Statistiques détaillées
| Saison                | Club                  | Championnat           | Championnat | Championnat | Coupe(s) nationale(s) | Coupe(s) nationale(s) | Compétition(s) continentale(s) | Compétition(s) continentale(s) | Compétition(s) continentale(s) | Total | Total |
| Saison                | Club                  | Division              | M.          | B.          | M.                    | B.                    | Comp.                          | M.                             | B.                             | M.    | B.    |
| 2005 - 2006           | Cerro                 | Primera División      | 25          | 6           | -                     | -                     | -                              | -                              | -                              | 25    | 6     |
| 2006 - 2007           | Progreso              | Primera División      | 4           | 0           | -                     | -                     | -                              | -                              | -                              | 4     | 0     |
| 2007 - 2008           | Cerro                 | Primera División      | 13          | 1           | -                     | -                     | -                              | -                              | -                              | 13    | 1     |
| 2008 - 2009           | Cerro                 | Primera División      | 11          | 9           | 5                     | 7                     | -                              | -                              | -                              | 16    | 16    |
| 2009 - 2010           | Newell's Old Boys     | Primera División      | 34          | 17          | -                     | -                     | CS                             | 2                              | 0                              | 36    | 17    |
| 2010 - 2011           | Red Bull Salzbourg    | Bundesliga            | 18          | 1           | 2                     | 0                     | C1+C3                          | 3+4                            | 1+0                            | 27    | 2     |
| 2011 - 2012           | Nacional              | Primera División      | 14          | 5           | -                     | -                     | CL                             | 4                              | 0                              | 18    | 5     |
| 2012 - 2013           | Red Bull Salzbourg    | Bundesliga            | 0           | 0           | -                     | -                     | -                              | -                              | -                              | 0     | 0     |
| 2012 - 2013           | Cercle Bruges         | Pro League            | 6           | 1           | -                     | -                     | -                              | -                              | -                              | 6     | 1     |
| 2013 - 2014           | Quilmes AC            | Primera División      | 0           | 0           | -                     | -                     | -                              | -                              | -                              | 0     | 0     |
| Total sur la carrière | Total sur la carrière | Total sur la carrière | 123         | 40          | 7                     | 7                     | -                              | 13                             | 1                              | 143   | 48    |